# Anisogonium fraxinifolium
Anisogonium fraxinifolium là một loài thực vật có mạch trong họ Woodsiaceae. Loài này được (C. Presl) C. Presl miêu tả khoa học đầu tiên năm 1830.